# Diederik Stapel
Diederik Alexander Stapel (* 19. Oktober 1966 in Oegstgeest) ist ein ehemaliger Universitätsprofessor und niederländischer Sozialpsychologe.

## Leben und Werk
Diederik Stapel studierte an der Universität von Amsterdam Psychologie und Kommunikationswissenschaften und schloss dieses Studium 1991 ab. Danach unterhielt er Forschungskooperationen mit der Universität Chicago (1991–1992) und der Universität Michigan (1996) und arbeitete zeitweilig als Berater. Er promovierte 1997 im Fach Sozialpsychologie an der Universität von Amsterdam. Ab 1998 wurde seine Forschung durch ein fünfjähriges Stipendium der Königlich-Niederländischen Akademie der Wissenschaften finanziert.
Im Jahr 2000 wurde Diederik Stapel als Professor für Kognitive Sozialpsychologie an die Universität Groningen berufen. 2002 wurden ihm Forschungsfördermittel aus dem „Pionier“-Programm der Niederländischen Organisation für Wissenschaftliche Forschung bewilligt. Seit 2007 lehrte er an der Universität von Tilburg.
Diederik Stapel veröffentlichte während seiner wissenschaftlichen Karriere über 100 Aufsätze und war Herausgeber von Büchern und internationalen Fachzeitschriften. Viele seiner Veröffentlichungen haben weltweit ein breites Medienecho gefunden. Ein Beispiel dafür ist die im März 2011 zusammen mit Siegwart Lindenberg in der Zeitschrift Science publizierte Studie, nach der unordentliche Umgebungen die Verwendung von Stereotypen und Diskriminierung befördern. Für Aufsehen sorgte auch eine 2011 von Diederik Stapel und Kollegen veröffentlichte Presseerklärung mit der Behauptung, dass Menschen, die daran denken Fleisch zu essen, sich weniger sozial verhielten als andere Menschen.

## Wissenschaftliches Fehlverhalten
Im September 2011 wurde bekannt, dass Diederik Stapel Forschungsdaten manipuliert und gefälscht hat. Nachwuchswissenschaftler aus Stapels Forschungsabteilung hatten sich an den Rektor der Universität Tilburg, Philip Eijlander, gewandt und diesen über ihren Verdacht informiert, dass Stapels Daten nicht echt seien. Von Eijlander mit diesen Vorwürfen konfrontiert, gab Diederik Stapel zu, Daten erfunden zu haben. Daraufhin wurde er von seinen Aufgaben suspendiert und wird nach Aussage von Eijlander nicht wieder in den Universitätsbetrieb zurückkehren. Eine Kommission unter der Leitung von Willem Levelt wurde damit beauftragt, das Ausmaß der Fälschungen zu ermitteln.
In einem Zwischenbericht stellte die Kommission fest, dass Diederik Stapel in großem Umfang Daten gefälscht hat. Mindestens 38 Artikel, die in den wichtigsten sozialpsychologischen Zeitschriften veröffentlicht worden sind, enthalten fiktive Daten. Über 150 weitere Publikationen werden noch untersucht. Der Betrug reicht mindestens bis ins Jahr 2004 zurück. Allem Anschein nach hat Stapel die Fälschungen allein und ohne Mitwisser durchgeführt. Die Tatsache, dass die Datenfälschungen nicht früher entdeckt wurden, führt die Kommission auf die ausgeklügelte Fälschungsmethode, bewusste Manipulation von Nachwuchswissenschaftlern, Machtmissbrauch und unzureichende wissenschaftliche Kritik zurück. In Reaktion auf den Bericht gab Stapel am 9. November 2011 seinen Doktortitel freiwillig an die Universität Amsterdam mit der Erklärung zurück, dass sein Verhalten der letzten Jahre nicht mit den Pflichten, die sich aus dem Doktorgrad ergeben, vereinbar sei.
Der Zwischenbericht benennt die bereits als Fälschung erkannten Studien nicht; erst wenn die Untersuchungen abgeschlossen sind, soll eine Liste der gefälschten Arbeiten veröffentlicht werden.
Die Science-Veröffentlichung zur Wirkung von Unordentlichkeit auf Stereotypisierung wurde am 2. Dezember 2011 von Stapel und Lindenberg zurückgezogen, weil sie gefälschte Daten enthält. Darüber hinaus gilt auch als wahrscheinlich, dass die Ergebnisse der Fleisch-Untersuchung fingiert sind. Bis April 2013 wurden 50 Publikationen zurückgezogen.
Bis September 2016 stieg die Anzahl auf 58.
Das Strafverfahren gegen Stapel wurde im Juli 2013 mit der Auflage, 120 Sozialstunden abzuleisten, eingestellt; Stapel habe staatliche Fördergelder nicht für persönliche Zwecke veruntreut, sondern zumeist für die Beschäftigung von Doktoranden ausgegeben, deren Arbeiten jedoch zum Teil auf fabrizierten Daten beruhten.

## Auszeichnungen
- 1998 Jos-Jaspars-Preis der European Association of Experimental Social Psychology
- 2007 Early Career Award der Society for Personality and Social Psychology
- 2009 Career Trajectory Award der Society of Experimental Social Psychology[1] – wegen des wissenschaftlichen Fehlverhaltens zurückgezogen[14]

## Schriften (Auswahl)
- Stapel, W. Koomen: I, we, and the effects of others on me: How self-construal level moderates social comparison effects. In: Journal of Personality and Social Psychology. Band 80, Nr. 5, April 2001, S. 766–781, doi:10.1037/0022-3514.80.5.766.

- Stapel, W. Koomen: When we wonder what it all means: Interpretation goals facilitate accessibility and stereotyping effects. In: Personality and Social Psychology Bulletin. Band 27, Nr. 8, 2001, S. 915–929, doi:10.1177/0146167201278001.

- Stapel, A. Tesser: Self-activation increases social comparison. In: Journal of Personality and Social Psychology. Band 81, Nr. 4, September 2001, S. 742–750, doi:10.1037/0022-3514.81.4.742.

- Stapel, W. Koomen, K.I. Ruys: The effects of diffuse and distinct affect. In: Journal of Personality and Social Psychology. Band 83, Nr. 1, Juni 2002, S. 60–74, doi:10.1037/0022-3514.83.1.60.

- Stapel: Making sense of hot cognition: Why and when description influences our feelings and judgments. In: J.P. Forgas, K.D. Williams, William von Hippel (Hrsg.): Social judgments: Implicit and explicit processes. Cambridge University Press, New York, NY, USA 2003, ISBN 0-521-82248-3, S. 227–250.